# Bantè
Bantè è una città situata nel dipartimento delle Colline nello Stato del Benin con 95 881 abitanti (stima 2006).